# Matteo Gigante
Matteo Gigante (Roma, 4 de enero de 2002) es un tenista profesional italiano. En su carrera ganó el Challenger de Tenerife 3 en 2023. Su mejor posición en el ranking ATP individual fue la 123º el 20 de mayo de 2024.

## Títulos Challenger (5; 5+0)

### Individuales (5)
| N.º | Fecha                 | Torneo         | Superficie    | Oponente en la final | Resultado     |
| --- | --------------------- | -------------- | ------------- | -------------------- | ------------- |
| 1.  | 12 de febrero de 2023 | Tenerife III   | Dura          | Stefano Travaglia    | 6-3, 6-2      |
| 2.  | 13 de agosto de 2023  | Cordenons      | Tierra batida | Lukas Neumayer       | 6-0, 6-2      |
| 3.  | 21 de enero de 2024   | Nonthaburi III | Dura          | Seong-chan Hong      | 6-4, 6-1      |
| 4.  | 25 de febrero de 2024 | Tenerife II    | Dura          | Stefano Travaglia    | 6-2, 6-4      |
| 5.  | 27 de abril de 2025   | Roma           | Tierra batida | Vilius Gaubas        | 6-2, 3-6, 6-4 |

### Dobles (0)

#### Finalista (3)
| N.º | Fecha                | Torneo      | Superficie    | Pareja            | Oponentes en la final                 | Resultado        |
| --- | -------------------- | ----------- | ------------- | ----------------- | ------------------------------------- | ---------------- |
| 1.  | 8 de abril de 2022   | San Remo    | Tierra batida | Flavio Cobolli    | Geoffrey Blancaneaux Alexandre Müller | 6-4, 3-6, [9-11] |
| 2.  | 28 de mayo de 2022   | Vicenza     | Tierra batida | Francesco Passaro | Francisco Comesaña Luciano Darderi    | 3-6, 6-7(4)      |
| 3.  | 4 de febrero de 2023 | Tenerife II | Pista dura    | Francesco Passaro | Christian Harrison Shintaro Mochizuki | 4-6, 3-6         |